# Побрежє
Побрежє (словен. Pobrežje) — поселення в общині Чрномель, Південно-Східна Словенія, Словенія. Висота над рівнем моря: 169,4 м.